# Rhinesomus triqueter
Rhinesomus triqueter is een straalvinnige vis uit de familie van de koffervissen (Ostraciidae). De wetenschappelijke naam van de soort is, als Ostracion triqueter, voor het eerst geldig gepubliceerd in 1758 door Carl Linnaeus.

## Taxonomische geschiedenis
Linnaeus noemde de soort in 1758 Ostracion triqueter, en verwees naar zijn eigen eerdere publicatie Museum Adolphi-Friderici (1754) en naar Peter Artedi's Genera piscium (1738) en Synonymia nominum piscium (1738). In Museum Adolphi-Friderici gaf Linnaeus de soort de naam Ostracion polyodon inermis triqueter maar gebruikte het binomen Ostracion trigonus, een naam die hij in 1758 aan een andere soort gaf. In de beide werken van Artedi wordt de soort genoemd als Ostracion triangulatus, tuberculis exiguis innumeris, aculeis carens. Beide keren verwijst Artedi naar Lister op p. 20 in de appendix van De Historia Piscium van Willughby (1686), waar de soort genoemd wordt als Piscis triangularis ex toto cornibus carens.
De soort werd in 1839 door William Swainson in het ondergeslacht Rhinesomus Swainson, 1839, van het geslacht Tetrosomus geplaatst. David Starr Jordan en Barton Warren Evermann plaatsten dit ondergeslacht in 1898 in het geslacht Lactophrys, met Lactophrys triqueter als enige soort in dat ondergeslacht. Alec Fraser-Brunner verhief in 1935 de status van het ondergeslacht tot die van geslacht.

### Andere combinaties
- Ostracion triqueter Linnaeus, 1758
- Lactophrys triqueter (Linnaeus, 1758) Jordan & Evermann, 1898

## Verspreiding
De soort komt voor in het westen van de Atlantische Oceaan, van Canada en Massachusetts tot aan Brazilië. De Golf van Mexico, Bermuda en het Caraïbisch gebied maken deel uit van het verspreidingsgebied.